# Budno (Podlaquia)
Budno [pronunciación en polaco: /ˈbudnɔ/] es un pueblo en el distrito administrativo de Gmina Janów, dentro del Distrito de Sokółka, Voivodato de Podlaquia, en el noreste de Polonia. Se encuentra aproximadamente 8 kilómetros al noreste de Janów, 19 kilómetros al noroeste de Sokółka, y 46 kilómetros al norte de la capital regional, Białystok.